# Vijfstrepengors
De vijfstrepengors (Amphispizopsis quinquestriata synoniem: Amphispiza quinquestriata) is een vogelsoort uit de familie Passerellidae die voorkomt in  het zuiden van de Verenigde Staten, centraal- en noord Mexico.

## Taxonomie
Deze vogel staat sinds 2022 als soort in het monotypische geslacht Amphispizopsis. Er zijn twee ondersoorten:
- A. q. septentrionalis (Van Rossem, 1934) (in het noordwesten van Mexico)
- A. q. quinquestriata (Sclater, PL & Salvin, 1868) (in het westen van Mexico)